# Морно, Луи
Луи Морно (англ. Louis Morneau) — американский кинорежиссёр и сценарист родом из Хартфорда, штат Коннектикут. Наиболее известная и удачная работа Морно — приключенческий фильм «Провал во времени», который получил множество премий на различных кинофестивалях, а также был номинирован на «Сатурн» за лучшую телепостановку.
В начале своей карьеры работал с Роджером Корманом, создавая трейлеры для его фильмов. Впоследствии Морно в основном снимал малобюджетные картины, фильмы категории Б. В 1998 году, после удачи с фильмом «Провал во времени», Warner Bros. наняли Морно снять фильм «The Brig» с бюджетом в сто миллионов долларов, однако удача отвернулась от режиссёра и фильм так и не был снят.
В 2012 году снял фильм ужасов/боевик в стиле фэнтези под названием «Оборотень: Зверь среди нас», который был встречен критиками достаточно прохладно.

## Избранная фильмография
- 1990 — «Наблюдатели 2» / Watchers II — режиссёр второго состава
- 1995 — «Дьявольская симфония» / Hellfire — сценарист
- 1995 — «Бойцы» / Soldier Boyz — режиссёр
- 1997 — «Провал во времени» / Retroactive — режиссёр
- 2003 — «Попутчик 2» / The Hitcher II — режиссёр
- 2008 — «Ничего себе поездочка 2: Смерть впереди» / Joy Ride 2: Dead Ahead — режиссёр
- 2012 — «Оборотень: Зверь среди нас» / Werewolf: The Beast Among Us — режиссёр, сценарист